# 阿列什尼亚农村居民点
阿列什尼亚农村居民点（俄语：Алешинское сельское поселение）是俄罗斯联邦布良斯克州杜布罗夫卡区所属的一个农村居民点。其下辖有15个居民点，行政中心为阿列什尼亚。据2015年统计，该农村居民点的人口为510人。